# Horst Menzel
Horst Menzel (* 26. Juli 1912 in Chemnitz; † 29. Juli 1938 bei Gandesa) war Kommunist und freiwilliger Kämpfer auf Seiten der Internationalen Brigaden im Spanischen Bürgerkrieg.

## Leben
Horst Menzel kam 1912 als Sohn einer Arbeiterfamilie in Chemnitz zur Welt. Schon seine Eltern engagierten sich in der KPD. Zunächst erlernte er einen handwerklichen Beruf.
Menzel trat 1928 dem Kommunistischen Jugendverband Deutschlands bei. Durch die DDR gefärbt ist z. B. in Karl-Marx-Städter Blick festgehalten, dass er sich „während einer Demonstration für die berechtigten Interessen der Arbeiterklasse einsetzte“ und durch „faschistische Rowdys“ verletzt wurde. Auch nach der Machtergreifung der Nationalsozialisten organisierte er für den KJVD illegale Zusammenkünfte, beteiligte sich an der Verbreitung kommunistischen Gedankenguts und agierte später als Verbindungsmann im Ausland. Dies führte schließlich dazu, dass er kurzfristig im Arbeitslager Döbeln interniert wurde. 1934 trat Menzel der KPD bei. Aus Angst vor einer erneuten Verhaftung floh Menzel ins Saargebiet und wenige Zeit später nach Frankreich.
Kurze Zeit nach Ausbruch des Spanischen Bürgerkriegs schloss er sich 1936 den Internationalen Brigaden im Bataillon „Edgar André“ in der XI. Brigade an. Er wurde schwer verwundet und kam in das Lazarett der südspanischen Stadt Murcia. Im Juli 1938 kehrte Menzel zu den Interbrigadisten zurück und nahm an der Ebroschlacht teil. Er überquerte mit seinem Bataillon am 25. Juli 1938 den Ebro und wurde am 29. Juli tödlich durch eine Kugel im spanischen Gandesa verwundet.
Im Nachruf der Internationalen Brigaden heißt es:
„Horst, du warst uns Vorbild im Kampf gegen den deutschen und internationalen Faschismus. Dein Kampf ist unser Kampf, den wir fortsetzen werden, bis zum siegreichen Ende.“

## Wirken
Aufgrund seiner Herkunft aus einfachem Arbeitermilieu und seinem Engagement als Kommunist wurde Horst Menzel zu DDR-Zeiten, insbesondere im Raum Chemnitz, als „Kämpfer für Spaniens und Deutschlands Freiheit“ idealisiert. Hier wurde eine Oberschule und im Chemnitzer Stadtteil Kaßberg eine Straße nach ihm benannt.